# Aphantopus vidua
Aphantopus vidua är en fjärilsart som beskrevs av Müller 1766. Aphantopus vidua ingår i släktet Aphantopus och familjen praktfjärilar. Inga underarter finns listade i Catalogue of Life.